# Medicago doliata
Medicago doliata es una especie botánica leguminosa del género Medicago. Se encuentra en toda la cuenca mediterránea. Forma una relación simbiótica con la bacteria Sinorhizobium meliloti, que es capaz de la fijación de nitrógeno.

## Descripción
Son plantas anuales, laxas o densamente pubescentes. Tiene tallos que alcanza un tamaño de 15-70 cm de altura, decumbentes o ascendentes. Folíolos de 6-21 x 4-14 mm, los inferiores obovados, los superiores rómbicos. Las inflorescencias pedunculadas de 11-30  mm,  con 1-3 flores. Corola con alas ligeramente más corta que la quilla, amarilla. El fruto es una legumbre de 8-11 mm de diámetro, esferoidea o más frecuentemente elipsoidea, con 5-7 vueltas muy apretadas. Semillas reniformes, lisas. Teiene un número de cromosomas de 2n = 16. Florece y fructifica de abril a junio.

## Distribución y hábitat
Se encuentra en barbechos, cultivos y herbazales de linderos de bosque; a una altitud de 0-1220 metros en la región mediterránea. Dispersa por casi toda la península ibérica e Islas Baleares.

## Taxonomía
Medicago doliata fue descrita por Vincenzo Carmignani y publicado en Giorn. Sci. Lett. Accad. Ital. Sci. 1: 48. 1818.
Etimología
Medicago: nombre genérico que deriva del término latíno medica, a su vez del griego antiguo: μηδική (πόα) medes que significa "hierba".
doliata: epíteto
Variedad aceptada
- Medicago doliata var. muricata (Benth.) Heyn

Sinonimia
- Medicago aculeata Willd.
- Medicago aculeata var. inermis (Asch.) Heyn
- Medicago neglecta Guss.
- Medicago oliviformis Guss.
- Medicago turbinata sensu auct.[4][5]

## Nombre común
- Castellano: carretilla, carretón (3), mielga erizada, mielga espinosa, mielga áspera de caracolillo, sacatrapos, trébol carretón.(el número entre paréntesis indica las especies que tienen el mismo nombre en España)[6]